# La Bastide-de-Sérou
La Bastide-de-Sérou é uma comuna francesa na região administrativa de Occitânia, no departamento de Ariège.